# Nepálské ústavodárné shromáždění
Nepálské ústavodárné shromáždění je orgán o 601 lidech, jehož členové byli zvoleni v nepálských volbách roku 2008. Orgán byl volen na 2 roky a jeho úkolem je vypracování nové ústavy. 240 členů bylo zvoleno v přímé volbě, 335 křesel bylo rozděleno uplatněním poměrného volebního systému a zbývajících 26 členů bylo dosazeno zvolenými členy ústavodárného shromáždění.
V nepálském ústavodárném shromáždění tvoří nejsilnější politickou stranu Komunistická strana Nepálu (maoisté) (KSN (M)), která ve volbách získala polovinu přímo volených křesel a zhruba 30% křesel rozdělených poměrných volebním systémem. Na prvním setkání ústavodárného shromáždění 28. května 2008 byl Nepál prohlášen republikou, čímž zanikla přes dvě století trvající monarchie.
Koncem června 2008 jednotlivé politické strany rozdělily zmíněných 26 křesel v ústavodárném shromáždění mezi 9 politických stran: vítězná KSN (M) získala 9 křesel, Nepálský kongres a Komunistická strana Nepálu (sjednocená marxisticko-leninská), které skončily ve volbách na druhém a třetím místě, obdržely po pěti křeslech. Strana Fórum pro práva Madhéšů (Madhéši džanádhikar forum) obdržela křesla dvě, Nepálská strana dobré vůle (Népál sadbhavana pártí), Nepálská dělnická a rolnická strana, Džanmórča Népál a Komunistická strana Nepálu (marxisticko-leninská) obdržel po jednom křesle.